# Сакаи, Юи
Юи Сакаи (酒井 裕唯 родилась 7 декабря 1987 года, Сува, префектура Нагано) — японская конькобежка, специализирующаяся в шорт-треке. Участвовала в зимних Олимпийских играх 2010, 2014 годах, бронзовая призёр чемпионата мира 2013 года в эстафете.

## Спортивная карьера
Юи Сакаи начала кататься на коньках в возрасте 3-х лет в конькобежном спорте и начала заниматься шорт-треком в четвертом классе начальной школы (9 лет) под влиянием 12-летней старшей сестры. В 2005 году, посещая 3 класс средней школы Окая Хигаси в префектуре Нагано, она впервые приняла участие на юниорском чемпионате мира в Сербии и заняла там 23-е место в личном многоборье. Через год в румынском Меркуря-Чук в личном зачёте стала 14-й и в эстафете заняла 5-е место.
В 2007 году на очередном юниорском чемпионате мира в Млада-Болеславе заняла 15-е место в многоборье и 8-е место в эстафете. После окончания старшей школы в том же году поступила в Университет Васэда в Токио на факультет спортивных наук. В сезоне 2007-2008 она участвовала на командном чемпионате мира в Харбине, где заняла 7-е место с женской командой. Она установила национальный рекорд на Кубке мира 2008 года в Солт-Лейк-Сити.
В следующем сезоне на командном чемпионате мира в нидерландах поднялась на 8-е место. В сентябре 2009 года она заняла 7-е место в беге на 500 м на Кубке мира в Пекине и заняла 1-е место на Всеяпонском чемпионате на дистанции 500 м и 4-е место в общем зачете, а в декабре выиграла отбор в общем зачёте на олимпиаду 2010 и получила право участия на зимние Олимпийские игры 2010 года. В феврале 2010 года на зимних Олимпийских играх в Ванкувере она заняла 17-е место на дистанции 500 м и 7-е место в эстафете.
После игр она перешла в спортивную ассоциацию префектуры Гифу. В марте 2010 года заняла 4-е место на командном чемпионате мира в Бормио. В феврале 2011 года она завоевала бронзовую медаль в беге на 500 метров на зимних Азиатских играх в Астане/Алматы, и заняла 5-е место в беге на 1000 м. 20 февраля заняла 2-е место в беге на 1000 метров на Кубке мира в Дрездене и впервые поднялась на подиум в личном зачете Кубка мира.
В марте 2011 года на командном чемпионате мира в Варшаве помогла команде занять 6-е место. В октябре 2011 года победила в беге на 1000 метров в американском Солт-Лейк-Сити на Кубке мира. Это первый раз в истории, когда японская спортсменка выиграла личное первенство Кубка мира среди женщин. Она одержала свою вторую победу в декабре, в беге на 1000 метров на этапе в Нагое и заняла 2-е место на 500 м.
После этого она заняла 3-е место в беге на 1000 м в Шанхае 11 декабря и в Москве 4 февраля 2012 года, а с окончанием финального забега 12 февраля Юи Сакаи заняла 1-е место на 1000 м среди женщин в общем зачете. Это первый раз в истории, когда японский игрок одержал победу в многоборье на Кубке мира. На чемпионате мира 2012 года в Шанхае она заняла 17-е место на дистанции 1000 м, 8-е место на  1500 м и 27-е место на 500 м и, таким образом, заняла 14 место в многоборье.
Через год на чемпионате мира в Дебрецене она выиграла бронзовую медаль в эстафете. Ее лучшим результатом в индивидуальной гонке было 7-е место на дистанции 1000 м и в общем зачёте стала 12-й. В апреле 2013 года она перешла из Спортивной ассоциации префектуры Гифу в Японскую организацию по содействию возрождению.
В сентябре 2013 года Сакаи одержала 4 победы (всего 6 гонок) на Всеяпонском дистанционном чемпионате, а в  декабре выиграла все 6 гонок в отборе национальной сборной Японии по 2 раза на 500, 1000 и 1500 метров и была выбрана олимпийским представителем Сочи. В следующем году на зимних Олимпийских играх 2014 года в Сочи она заняла 13-е место на дистанции 1000 м, 22-е место на 500 м, 27-е место на дистанции 1500 м 5-е в эстафете.
В феврале 2015 года на Кубке мира в Дрездене заняла 4-е место в беге на 1000 м и в Измире на этой же дистанции была 2-й. На чемпионате мира в Москве в эстафете заняла 4-е место, а в общем зачёте осталась на 21-м месте. На Кубке мира в Монреале в беге на 1000 м заняла 4-е место.
В феврале 2016 года она была 3-й в эстафете на Кубке мира в Дрездене, а следом заняла 7-е место в эстафете на этапе в Дордрехте. На  
чемпионате мира в Сеуле в марте в беге на 1500 м стала 5-й, в личном многоборье заняла 9-е место, в эстафете 7-е место. В сезоне 2016/2017 её результаты пошли на спад. На Всеяпонском чемпионате заняла 3-е место в беге на 1000 м и 3-е место в общем зачете.
В сезоне 2017/2018 Сакаи участвовала на Всеяпонском чемпионате по шорт-треку на отдельных дистанциях с 1-3 сентября и заняла 8-е место на дистанции 500 метров, 6-е на 1000 м и 2-е на 1500 м. В октябре на Кубке мира дошла до 4-го места в Будапеште и 6-го в Шанхае в составе эстафетной команды. В декабре на олимпийском отборе заняла общее 10-е место и не попала на Олимпийские игры в Пхёнчхане. В марте 2018 года на чемпионате мира в Монреале в составе женской эстафеты заняла 5-е место.
В октябре 2018 года она объявила о завершении карьеры. Юи Сакаи, которая работает в General Partners Co., Ltd, является единственным консультантом по карьере GP для спортсменов.